# Rivellia isolata
Rivellia isolata är en tvåvingeart som beskrevs av Malloch 1930. Rivellia isolata ingår i släktet Rivellia och familjen bredmunsflugor. Inga underarter finns listade i Catalogue of Life.